# Muraste
Muraste – wieś w Estonii, w prowincji Harju, w gminie Harku.

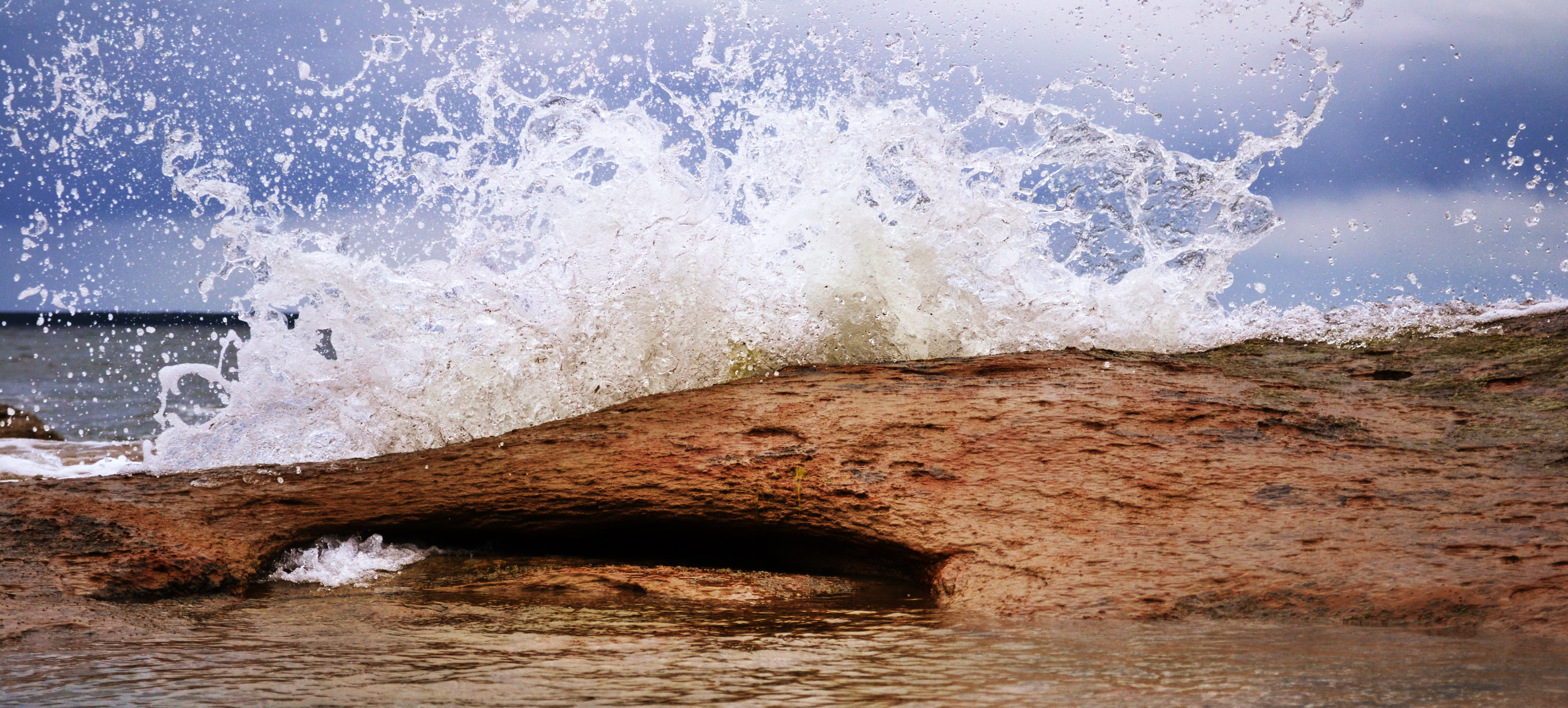
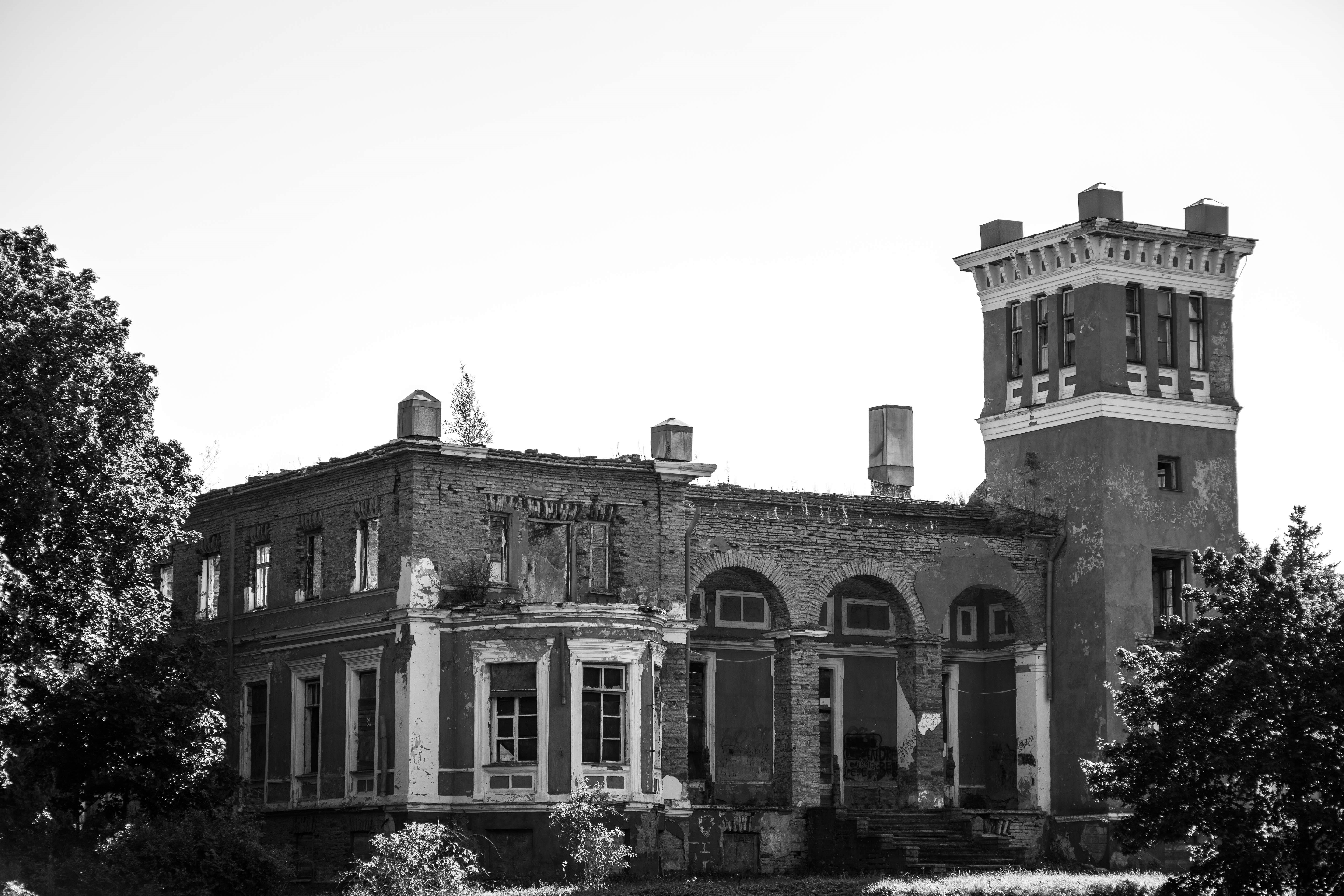
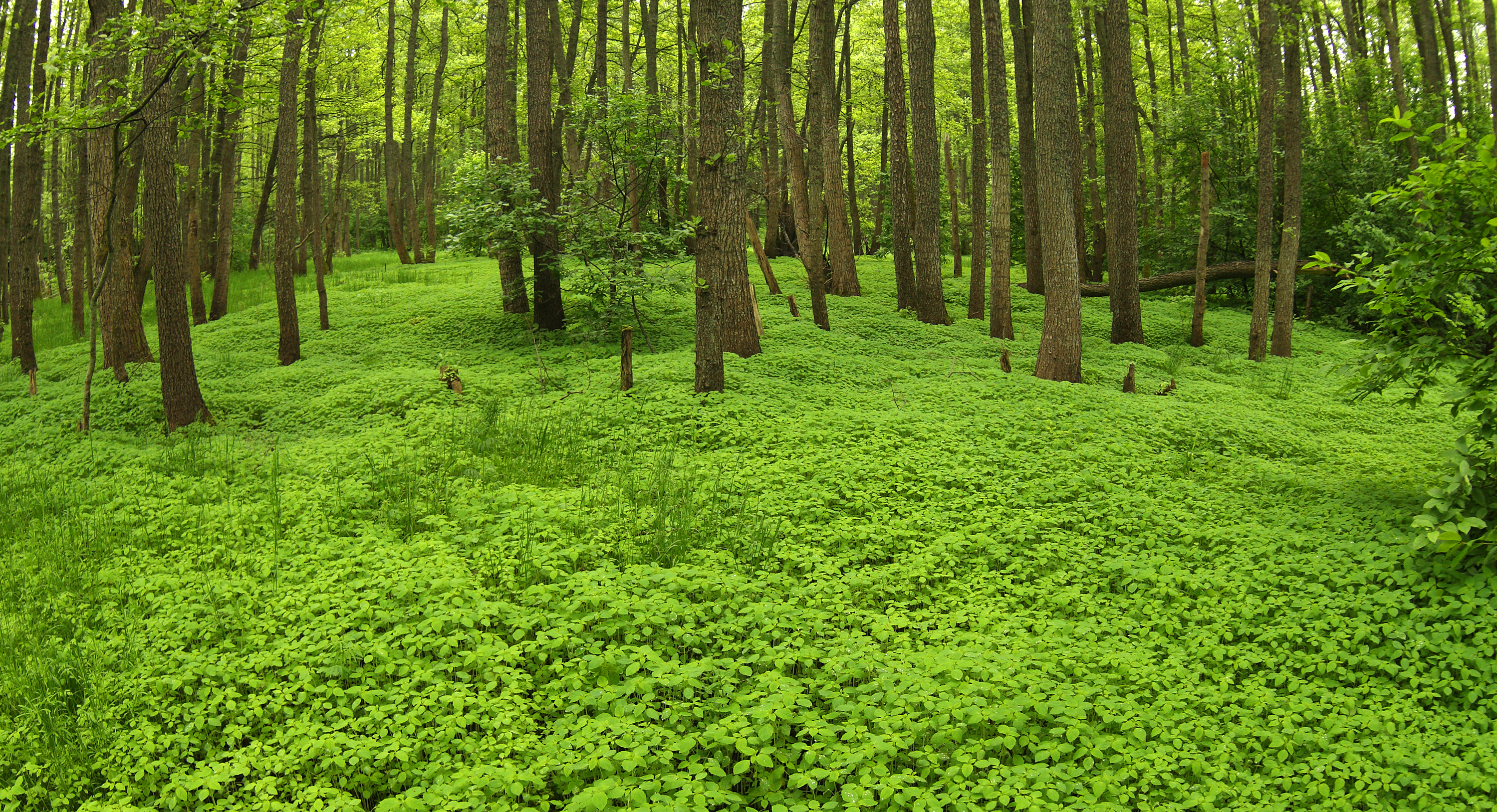